# Serolis gracilis
Serolis gracilis là một loài chân đều trong họ Serolidae. Loài này được Beddard miêu tả khoa học năm 1884.